# بيلي رو
بيلي رو (بالإنجليزية: Billy Roe)‏ هو سائق سيارة سباق ومهندس أمريكي، ولد في 7 مايو 1957 في إنديانابوليس في الولايات المتحدة.